# FOR MY FRIENDS
「FOR MY FRIENDS」（フォー・マイ・フレンズ）は、久松史奈の2ndシングル。

## 内容
初のオリコンチャートTOP100入り。前作同様TOM★CATのカバー曲。

## タイアップ
「FOR MY FRIENDS」はキクチメガネCM曲。カップリング「ON THE STREET」は東映Vシネマ『悪人専用』エンディングテーマ。

## 収録曲
全作詞・作曲：TOM　編曲：村上啓介
1. FOR MY FRIENDS
2. ON THE STREET